# Kim Hyun-joong
Kim Hyun Joong (김현중) (ur. 6 czerwca 1986 w Seulu) – południowokoreański wokalista, aktor i lider zespołu SS501.
W 2008 roku wziął udział w programie We got married, gdzie zawarł fikcyjne małżeństwo z 6 lat od niego starszą Hwang Bo. Po zyskanej popularności w tymże programie, zagrał w koreańskiej wersji dramy Hana yori dango (Boys Over Flowers), gdzie zagrał Yoon Ji Hoo. Drama podbiła serca widzów nie tylko w Korei, ale w całej Azji, a w Ameryce Południowej została wydana na DVD z angielskimi napisami.
We wrześniu 2009 roku, podczas promocji Boys Over Flowers zdiagnozowano u niego wirusa grypy H1N1. Podczas leczenia nie mógł uczestniczyć w Seul’s International Drama Awards. W jego imieniu nagrodę odebrali członkowie zespołu SS501. Kim został wypisany do domu 15 września 2009.
Hyun Joong jest ambasadorem kosmetyków marki Tony Moly, która ma siedziby w całej Azji.
W kwietniu 2010 roku wystąpił razem z Jung Ryeo w teledysku koreańskiej piosenkarki Gummy As a man.
28 czerwca 2010 roku została ogłoszona wiadomość o podpisaniu przez Hyun Joonga kontraktu z wytwórnią Bae Yong Joon’s KeyEast, przez co prawdopodobnie działalność zespołu SS501, którego był liderem, zostanie zawieszona.
Kim Hyun Joong zagrał główną rolę w dramie Playful Kiss jako Baek Seung-jo.

## Solo
- RIZE UP (Kokoro)
- Be nice to me, please (Solo Collection)
- Thank You (Thank You)
- Happiness is (BOF OST)
- Because I’m Stupid (BOF OST)
- Kkeuti Anigireu
- Creep
- Dahaengida
- Falling Slowly
- Iyagi
- Never Again
- Rise and Fall
- Rain
- Rolling Callin Darling (ft. Kim Joon, Sondambi) (햅틱미션 OST)
- Please